# Krieg
Krieg is een Amerikaanse blackmetalband die zijn oorsprong vindt in een band uit 1995, "Imperial".

## Biografie
Oprichter van de band is "Imperial" die in 1995 de gelijknamige band oprichtte. Al snel rekruteerde hij "H.E." als drummer en nam hij twee demo's op. In 1996 verliet H.E. de band, en Imperial veranderde de naam in "Krieg". De eerste demo met een nieuwe bezetting volgde al snel en in 1998 kwam het eerste album "Rise of the Imperial Hordes" uit, een chaotisch en rauw album dat in schil contrast stond met de anders als zeer melodisch te boek staande black metal. In de tien jaar van het bestaan van Krieg nam kreeg de band tientallen verschillende bezettingen (alhoewel Imperial altijd het boegbeeld van de band bleef), nam het diverse demo's en splits op, bracht het vijf studioalbums en drie ep's uit. In deze tien jaar speelde Krieg tal van verschillende stijlen, begon zij op 'ROTIH' als zeer rauw, al snel kwam er meer melodie en structuur in de chaos. Het aanvankelijk als tweede geplande album "Sono Lo Scherno" maakt gebruik van duistere samples, en melodische keyboard-elementen. De melodische elementen verdwijnen al gauw met een van Kriegs grootste successen, de split met Judas Iscariot gaf alvast een voorproef op het komende album "Destruction Ritual". 'DR' was een typisch USBM album, met korte, rauwe black metal in de stijl van Judas Iscariot. In 2004 komt het album "The Black House" uit, een conceptalbum rondom het thema 'horror'. De muziek is in zijn kern eigenlijk een melodische vorm van 'DR', met waarbij de keyboards en samples weer terugkeren. In 2005 wordt dan eindelijk het album "Sono Lo Scherno" uitgebracht, samen met diverse heruitgaven van oud materiaal. In 2006 komt dan tot slot het laatste studioalbum "Blue Miasma" uit, waarop diverse 'blackmetalgrootheden' meespelen zoals "Werwolf" uit Satanic Warmaster, "Marcus M. Kolar" uit Sarcophagus en "Azentrius" uit onder andere Nachtmystium. "Blue Miasma" werd zeer slecht ontvangen, onder andere omdat het een zeer experimenteel album is. Het album weet geen eenheid te creëren, en velen vinden de productie 'te netjes'. Na 'BM' kwam er nog een split met de Franse "BAEL" uit en een heruitgave van hun eerste demo. Gepland staat nog een split met "Lust" en het allerlaatste album van Krieg, een compilatie-album "All Tommorow's Funerals.." met nog niet uitgebrachte muziek van 1996 tot 2006 en met een verklaring waarom Krieg eindigt.
Naast Krieg heeft "Imperial" nog in tig andere bands gespeeld. Zo speelt hij momenteel in "BAEL"; verzorgde hij de gitaren bij live-optredens van Judas Iscariot; speelt hij met Akhenaten van "Judas Iscariot" in Weltmacht; tevens speelt hij met andere USBM-bekendheden in het project Twilight. Naast deze bands, speelt, of speelde hij in "Hidden", "Devotee", "March into the Sea", "Nachtmystium" en als live-bassist in "Demonic Christ". Imperials nieuwe project heet NIL (Nihilism is Liberation), dat naar eigen zeggen een bonkend, primitief en intensief black metal album moet worden. "Imperial" zit zijn nieuwe band echter niet als vervolg op "Krieg". NIL zal nog in februari 2007 zijn eerste studioalbum uitbrengen.

## Bezetting

### Laatste bezetting
- Imperial - vocalist, gitarist
- Malfeitor - gitarist
- SM Daemon - bassist
- Winterheart - drummer

## Discografie

### Studio-albums, compilaties, live-albums
- 1998 Rise of the Imperial Hordes
- 2001 The Black Plague (compilatie)
- 2002 Destruction Ritual
- 2002 Kill Yourself or Someone You Love (live)
- 2004 The Black House
- 2005 Sono Lo Scherno
- 2006 Blue Miasma

### Ep's, splits en singles
- 2000 split-cd met Judas Iscariot, Macabre Omen, Eternal Majesty "None Shall Escape The Wrath"
- 2001 split-cd met Kult Ov Azazel
- 2001 split-ep met Judas Iscariot "To the Coming Age of Intolerance"
- 2001 The Church
- 2003 split-cassette met Antaeus (live)
- 2003 split-ep met Satanic Warmaster
- 2003 split-10" met Necroplasma, Goat Semen en Nazxul "4 Spears In God's Ribs"
- 2003 split-ep met Open Grave
- 2004 split-10" met Azaghal
- 2004 split-ep met Nunslaughter "Flesh Descending"
- 2004 Patrick Bateman
- 2004 split-cd met Morte Incandescente
- 2005 split-ep met Nachtmystium "Daze West"
- 2006 split-lp met Bael
- 2007 Songs For Resistance

### Demo's
- 1996 Battlegod
- 2000 Forgotten Secrets
- 2002 Songs for Resistance
- 2002 Tormenting Necrometal